# Gundelfingen (Breisgau)

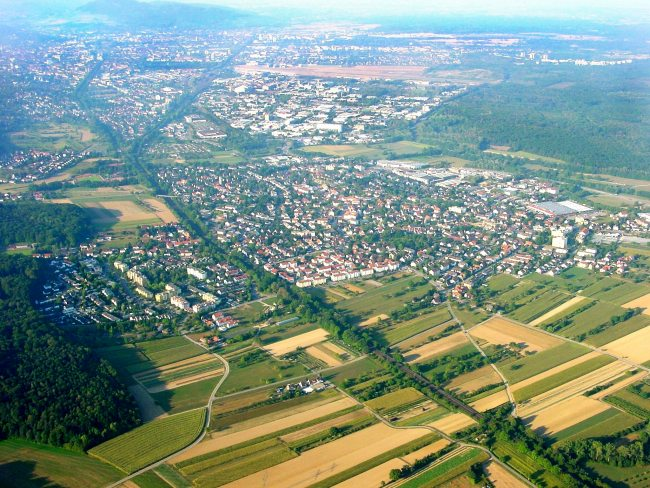
Luftbild von Gundelfingen

Gundelfingen ist eine Gemeinde im Breisgau. Sie liegt sechs Kilometer nördlich von Freiburg im Breisgau in Baden-Württemberg (Deutschland), das Ortszentrum ist nur 850 Meter von der Stadtgrenze Freiburgs entfernt.
Mit über 12.000 Einwohnern ist Gundelfingen die nach Einwohnern größte Gemeinde im Landkreis Breisgau-Hochschwarzwald ohne Stadtrecht. Zu Gundelfingen gehört der Ortsteil Wildtal. Mit der eigenständigen Gemeinde Heuweiler bildet es eine Verwaltungsgemeinschaft.

## Gemeindegliederung
Zur Gemeinde Gundelfingen mit der ehemals selbstständigen Gemeinde Wildtal gehören 28 Dörfer, Zinken, Höfe und Häuser. Zur Gemeinde Gundelfingen in den Grenzen von 1971 gehören das Dorf Gundelfingen, die Reutebacher Höfe Hasengartenhof, Schlauderberghof und Wildengrundhof und die Wohnplätze Grünerweg, Im Rehberg und Im Roßwinkel. Zur ehemaligen Gemeinde Wildtal gehören die Zinken Am Rain, Am Rebberg und Vorstädtle mit Waldacker, die Höfe Altrufehof, Am Längenhardt (Haftenhäusle), Am Michelbachweg, Flammhof, Gerihof, Leimenstollenhof, Merzhof, Mursthof, Ruhehof, Schümperlehof, Sonnenhof, Vogthof, Waldbrunnerhof und Weilerhof und die Wohnplätze Bei der Schmiede und Schloßhäuser. In der Gemarkung Gundelfingen liegt die abgegangene Ortschaft Schönehof und in der Gemarkung Wildtal die Ruine der Burg Zähringen. Postalisch haben die Höfe in Reutebach, eine Exklave der alten Gundelfinger Gemarkung, mit der Postleitzahl 79104 eine Freiburger Adresse.

## Geschichte

### Gundelfingen
Die erste urkundliche Erwähnung Gundelfingens findet sich im Jahr 1008. König Heinrich II. verlieh dem Basler Bischof Adalbero das Wildbannrecht in einem Bereich der Freiburger Bucht. Die typische Namensendung „-ingen“ lässt aber eine Entstehung des Ortes bereits im 4. Jahrhundert vermuten. Wahrscheinlich siedelte ein alemannischer Anführer namens Gundolf mit seinen Leuten hier.
Das Dorf unterstand den Zähringern, die ihren Sitz auf der nahegelegenen Burg Zähringen hatten, 1218 gelangte es unter die Herrschaft der Grafen von Freiburg. 1327 verkauften die Grafen Gundelfingen an den Freiburger Schnewelin Bernlapp. 1507 wurde es von den Herren von Blumegg an den badischen Markgrafen Christoph verkauft. Von 1584 bis 1590 gehörte es zur Markgrafschaft Baden-Hachberg. Mit der Gebietsreform 1809 kam Gundelfingen zum Landamt Freiburg II, das 1819 mit dem Landamt Freiburg I zum Landamt Freiburg vereinigt wurde. Am 1. Januar 1972 vergrößerte sich die Gemeinde durch die Eingemeindung von Wildtal. 2008 feierte Gundelfingen sein 1000-jähriges Jubiläum mit einem dreitägigen Fest und einem großen Umzug. 2021 hat der Gemeinderat Paul von Hindenburg die Ehrenbürgerschaft, die zwar mit seinem Tod 1934 erloschen war, einstimmig formal aberkannt.

### Wildtal
Wildtal wurde erstmals 1273 urkundlich genannt. Wie Gundelfingen gehörte es zur Herrschaft der Zähringer und kam über die Freiburger Grafen 1327 an Schnewelin Bernlapp. Im Gegensatz zu Gundelfingen ging die Grundherrschaft über Wildtal jedoch 1652 an die Freiherren von Beroldingen, bis das Dorf 1788 an den Grafen Friedrich von Kageneck verkauft wurde. 1805 wurde es infolge des Reichsdeputationshauptschlusses dem Großherzogtum Baden zugeordnet. Die Wildtaler Bevölkerung stimmte (mit Dreiviertelmehrheit) 1971 selbst für einen Anschluss an Gundelfingen, der am 1. Januar 1972 mit der Eingemeindung vollzogen wurde. Die Gemeinde Wildtal hatte damals 1129 Einwohner und eine Fläche von 7,07 km².

### Einwohnerentwicklung
| Jahr      | 1570 | 1740 | 1825 | 1875 | 1925 | 1950 | 1961 | 1970 | 1991   | 1995   | 2005   | 2010   | 2015   | 2020   |
| Einwohner | 350  | 380  | 620  | 763  | 1091 | 1817 | 2682 | 5016 | 10.918 | 10.806 | 11.578 | 11.640 | 11.555 | 11.825 |

Quelle: Einwohnermeldeamt Gundelfingen
Im Jahr 2012 betrug der Ausländeranteil 8,1 %.

## Politik

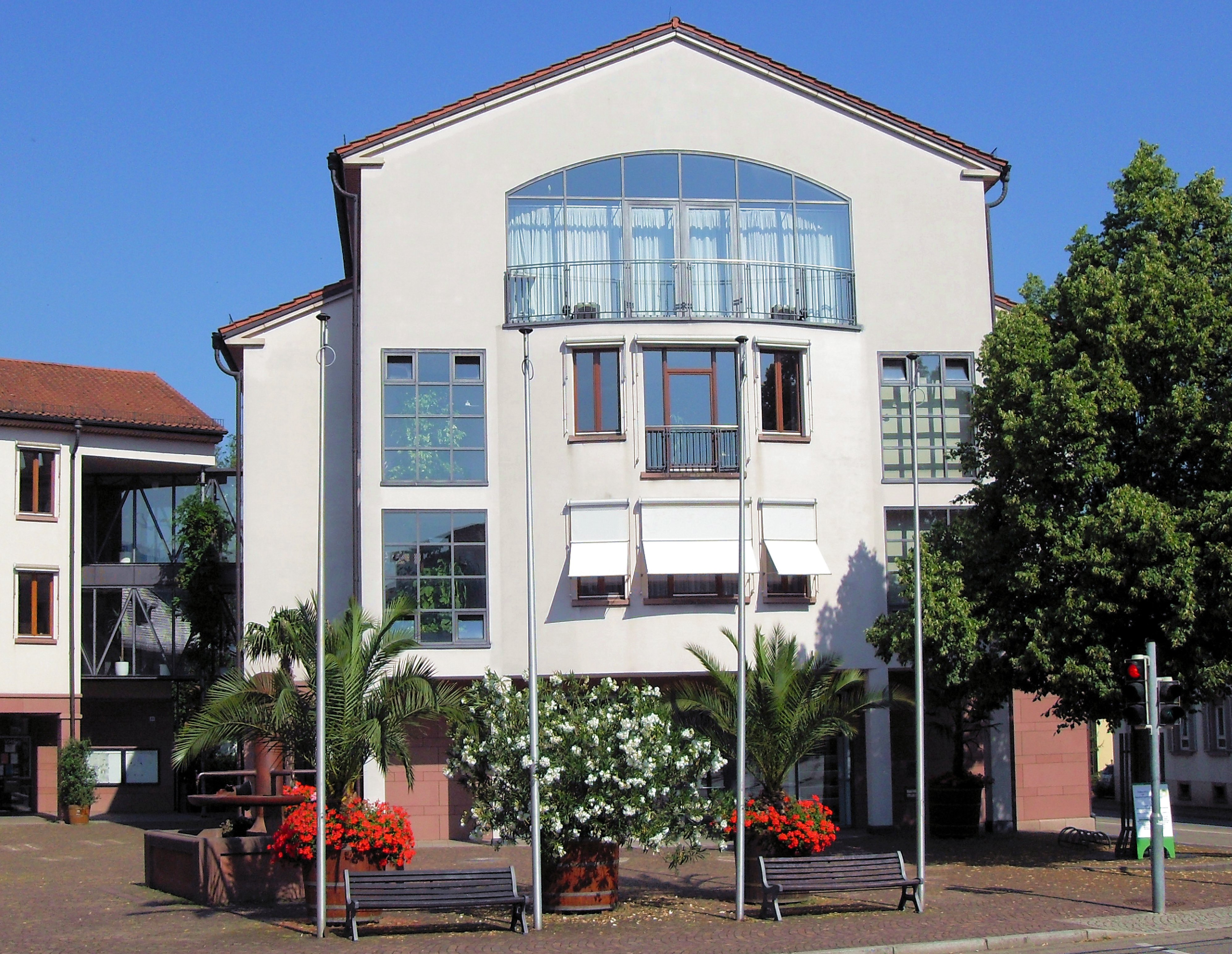
Rathaus Gundelfingen

Flagge mit Wappen, Gemeinde Gundelfingen

### Gemeinderat
Die Kommunalwahl am 9. Juni 2024 führte bei einer Wahlbeteiligung von 67,2 % (2019: 69,3 %) zu folgendem Ergebnis:
| Partei / Liste | Stimmenanteil | +/− %p | Sitze   | +/− |
| CDU            | 21,1 %        | + 3,2  | 5 Sitze | + 1 |
| SPD            | 18,0 %        | − 3,5  | 4 Sitze | − 1 |
| Die Grünen     | 28,9 %        | − 1,0  | 6 Sitze | ± 0 |
| FWG            | 32,0 %        | + 1,3  | 7 Sitze | ± 0 |

+/− : Veränderung im Vergleich zur Wahl 2019

### Bürgermeister
Gundelfingens Bürgermeister ist Raphael Walz, der am 9. November 2014 im zweiten Wahlgang mit 60 Prozent der Stimmen zum Bürgermeister gewählt wurde. Er wurde am 16. Oktober 2022 mit 82,2 Prozent der Stimmen für eine zweite Amtszeit wiedergewählt. Er ist ebenfalls Bürgermeister der Nachbargemeinde Heuweiler. Walz folgte auf Reinhardt Bentler, der von 1983 bis 2015 amtierte und auch Bürgermeister von Heuweiler war.

### Wappen und Flagge
Das Wappen zeigt im gespaltenen Schild vorne einen roten Schrägbalken auf goldenem Hintergrund. Dies steht für die einstige Zugehörigkeit zu Baden. Hinten eine silberne Tanne in silberner Einfriedung auf grünem Hintergrund, was einen Besitz andeutet. Die Darstellung führt auf die Überlieferung zurück, dass ein alemannischer Fürst namens Gundolf hier ein Stück Land besaß und später der Basler Bischof Adalbero das Wildbannrecht. Die Flagge wird als Hochkantflagge oder als Hängebanner verwendet. Sie hat einen grünen und einen weißen Streifen, welche aus den Farben des hinteren Wappenteils stammen.

### Städtepartnerschaften
Die erste Gundelfinger Partnerschaft wurde 1987 mit der französischen Stadt Meung-sur-Loire besiegelt, die 6800 Einwohner hat und direkt an der Loire, etwa 30 km von Orléans entfernt liegt. Zehn Jahre später, 1997, folgte die polnische Stadt Bieruń (deutsch Berun) mit rund 20000 Einwohnern, 20 km südlich von Kattowitz in Oberschlesien. Ebenfalls seit 1997 wird eine Partnerschaft mit der sächsischen Stadt Scheibenberg unterhalten, die knapp 2400 Einwohner hat.

## Bildung und Kinderbetreuung
Die Gemeinde Gundelfingen verfügt über verschiedene Schulen, Kindergärten und Kinderbetreuungsangebote.

### Grundschule
Gundelfingen hat eine Grundschule, die Johann-Peter-Hebel Grundschule. Hier werden knapp 500 Schülerinnen und Schüler von rund 40 Lehrkräften unterrichtet. Die erste Grundschule in Gundelfingen wurde 1661 gegründet. Die Schule befindet sich in der Ortsmitte.

### Weiterführende Schulen

#### Gymnasium
Das Albert-Schweitzer Gymnasium (ASG) besuchen im Schuljahr 2024/2025 709 Schülerinnen und Schüler. Das Einzugsgebiet der Schule reicht von Gundelfingen über den Norden Freiburgs bis in die March. Viele Schülerinnen und Schüler kommen zu Fuß oder mit dem Fahrrad zur Schule, des Weiteren fahren mehrere Schulbusse, ins Besondere in die March. Sowie auch ins Glottertal und nach Heuweiler.

#### Gemeinschaftsschule
Die Albert-Schweitzer Gemeinschaftsschule, direkt an das ASG angeschlossen, ist eine Gemeinschaftsschule.

### Sonderpädagogisches Bildungs- und Beratungszentrum
Die Friedrich-Fröbel Schule im Wildtal ist ein Sonderpädagogisches Bildungs- und Beratungszentrum mit dem Förderschwerpunkt Lernen.

## Religionen

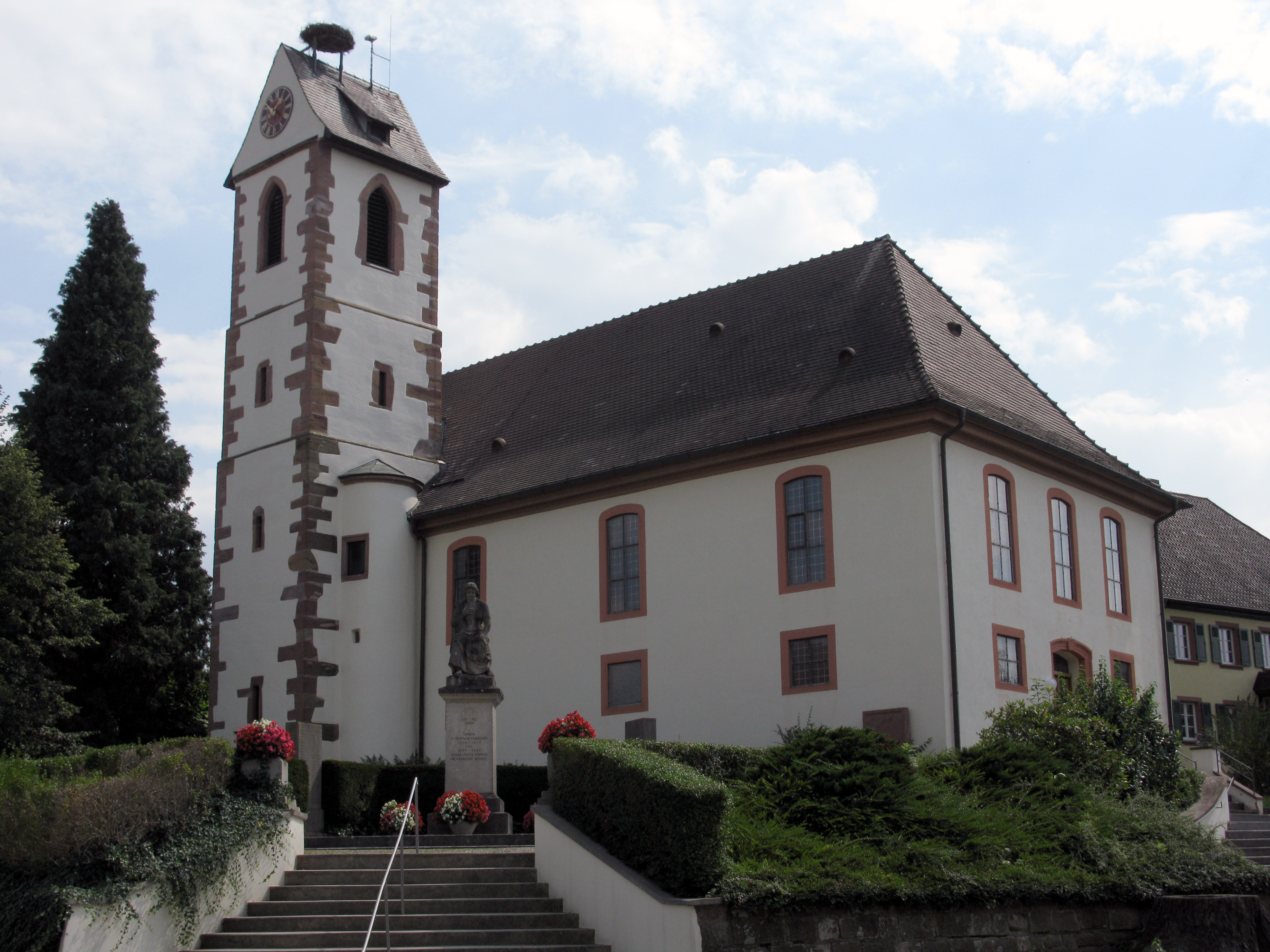
Evangelische Kirche

- Eine Kirche ist erstmals 1275 in Gundelfingen erwähnt. Aber erst mit der Einführung der Reformation in der Markgrafschaft Baden bekam 1556 Gundelfingen einen eigenen (nun evangelischen) Pfarrer.
- Im Jahr 1877 gründeten die Baptisten eine eigenständige kirchliche Gemeinschaft.
- Die katholische Pfarrgemeinde Bruder Klaus feiert ihre Gottesdienste seit 1963 in der Bruder-Klaus-Kirche.

## Wirtschaft

### Ansässige Unternehmen
Gundelfingen ist Hauptsitz der Raiffeisenbank im Breisgau.
Die Gemeinde Gundelfingen ist Hauptgesellschafter der Gemeindewerke Gundelfingen GmbH (Gründung am 30. November 2001). Sitz ist in der Ortsmitte in Gundelfingen, Gesellschaftszweck ist die nachhaltige Versorgung der Bevölkerung mit Energie und Wasser.

## Verkehr

### Eisenbahnverkehr

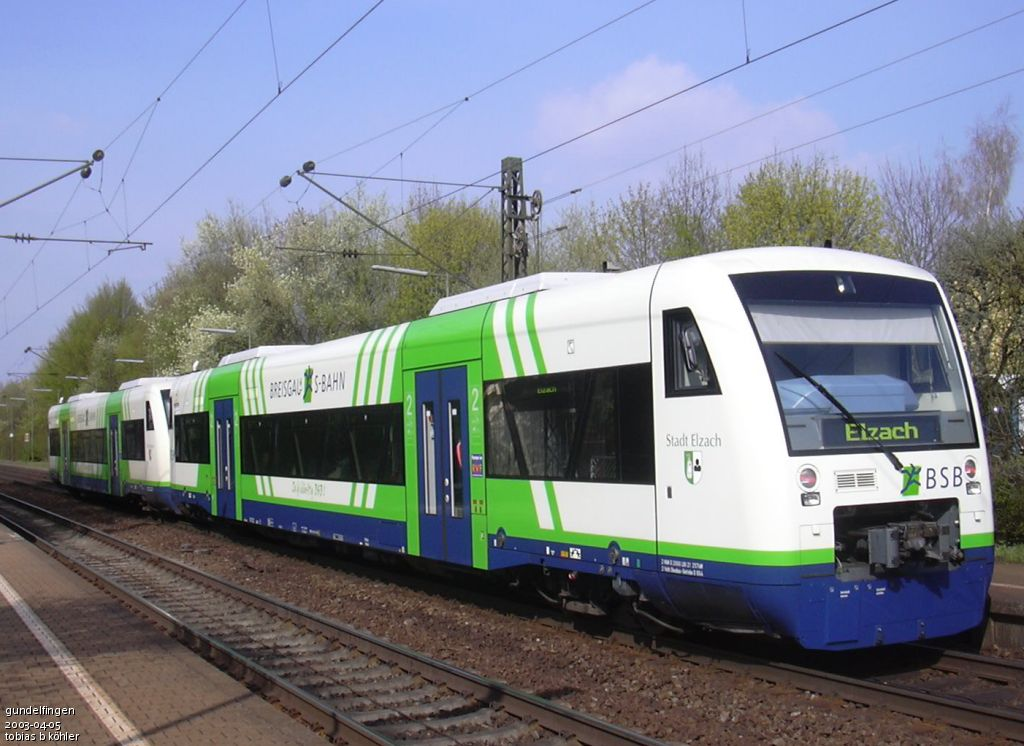
Breisgau-S-Bahn

Der Bahnhof Gundelfingen (Breisgau) liegt an der Rheintalbahn Karlsruhe–Basel und wird von der DB Regio und der Linie S2 (Elzach – Freiburg Hbf) der Breisgau-S-Bahn bedient.

### Straßenbahn
Am südlichen Ortsrand von Gundelfingen befindet sich seit 2014 die Straßenbahnendhaltestelle „Gundelfinger Straße“. Diese wird von der Linie 3 und einzelnen Fahrten der Linie 2 der Freiburger Straßenbahn angefahren.
Im vordringlichen Bedarf zum Ausbau des Straßenbahnnetzes war eine weitere Verlängerung dieser Strecke um vier Haltestellen entlang der Alten Bundesstraße und der Waldstraße bis zur Badischen Hauptbahn vorgesehen. In einem Bürgerentscheid am 12. November 2023 lehnten 58 % der Wähler bei einer Wahlbeteiligung von 61 % eine Wiederaufnahme der Planung zur Verlängerung der Straßenbahn durch Gundelfingen bis in die Untere Waldstraße ab.

### Omnibusse
Busverbindungen von Gundelfingen und Wildtal nach Freiburg im Breisgau werden von der Freiburger Verkehrs AG (Linien 15, 16 und 24) und ins Umland von der Südbadenbus (201,530, X4) angeboten.

### Radverkehr
Durch Alltagsrouten aus dem Radnetz Baden-Württemberg ist Gundelfingen
- an Denzlingen vorbei mit Emmendingen,
- an Denzlingen (Heidach) vorbei mit Waldkirch und
- über den Freiburger Stadtteil Zähringen mit der Freiburger Innenstadt verbunden.

Ganz ähnlich soll künftig der Radschnellweg von Freiburg nach Emmendingen und Waldkirch von Zähringen und Herdern kommend über Gundelfingen verlaufen und sich nördlich von Gundelfingen in einen nördlichen Ast nach Emmendingen und einen nordöstlichen Ast ins Elztal nach Waldkirch verzweigen. Für beide Äste bestehen Anschlüsse nach Denzlingen. 
Entlang der Freiburger Westrandstraße bestehen Radwege in die Industriegebiete Hochdorf und Nord in Freiburg und den Ortsteil Hochdorf. Nach Vörstetten und weiter nach Reute verläuft ein Radweg entlang der Kreisstraße. In die March führt ein Radweg entlang der B 294.
Im Jahr 2021 wurde in Gundelfingen das Fahrradverleihsystems Frelo in Betrieb genommen. Insgesamt befinden sich vier Stationen in Gundelfingen, davon drei Stationen in Gundelfingen und eine im Ortsteil Wildtal.

### Straßenverkehr
Durch die Bundesstraßen 3 (Buxtehude–Weil am Rhein) und 294 (Freudenstadt–Freiburg im Breisgau) sowie den Autobahnzubringer Freiburg-Nord zur A 5 (Hattenbacher Dreieck–Basel) ist Gundelfingen an das überregionale Straßennetz angeschlossen.

## Vereine und Kultur

### Freiwillige Feuerwehr
Die Freiwillige Feuerwehr Gundelfingen besteht seit dem 21. Januar 1994. Sie besteht aus zwei Abteilungen, der Abteilung Gundelfingen (gegründet am 10. Dezember 1942) und der Abteilung Wildtal (gegründet am 4. April 1946). Die Feuerwehr Gundelfingen besteht aktuell (Ende 2021) aus 73 Mitgliedern, darunter fünf Frauen. Geleitet wird die Feuerwehr von Kommandant Jens Lapp.
Seit dem 3. April 1992 gibt es eine gemeinsame Jugendfeuerwehr mit derzeit (2021) 35 Jugendlichen, die seit 2016 von Jugendfeuerwehrwart Marcus Binger geleitet wird. Dieses Amt hatte zuvor Michael Wambach inne.
Seit 1995 besteht auch eine Altersmannschaft oder auch Ehrenabteilung, die 17 Mitglieder umfasst (2021).

### Sportvereine
In Gundelfingen sind verschiedene Sportvereine ansässig. Die Hauptvereine sind der Turnverein Gundelfingen (TVG) und die Gundelfingen Turnerschaft.
Als auch die Spielvereinigung Gundelfingen Wildtal ev.

### Fasnet
In Gundelfingen wird die Badische Fasnet gefeiert. Hierzu findet jedes Jahr ein Narrenumzug durch das Dorf statt, i. d. R. am Sonntag 2 Wochen vor Fasnetsonntag. Am Abend vor dem Umzug findet jedes Jahr ein Guggemusikkonzert statt.
Gundelfingen hat zwei Narrenzünfte:
- die Zunft der Gundelfinger Dorfhexen e. V.[27]
- die Fässlistemmer e. V.[28]

## Persönlichkeiten

### Söhne und Töchter der Gemeinde
- Oskar Schellenberg (1824–1895), evangelischer Pfarrer und Dekan
- Gustav Klaiber (1864–1940), Kaufmann, Landwirt und Mitglied des Badischen Landtages
- Nikolai Kornhaß (* 1993), Para-Judoka
- Oliver Hein (* 1997), Volleyballspieler